# La Clisse
La Clisse est une commune du Sud-Ouest de la France, située dans le département de la Charente-Maritime (région Nouvelle-Aquitaine).
Ses habitants sont appelés les Clissois et les Clissoises.

## Géographie
La commune de La Clisse se situe dans le centre du département de la Charente-Maritime, en région Nouvelle-Aquitaine, dans l'ancienne province de Saintonge. Appartenant au Midi de la France — on parle plus précisément de « Midi atlantique », au cœur de l'arc atlantique, elle peut être rattachée à deux grands ensembles géographiques, le Grand Ouest français et le Grand Sud-Ouest français.
La majeure partie de la superficie de la commune de la Clisse est utilisée à des fins agricoles. L'habitat est constitué de hameaux qui, pour la plupart, sont concentrés autour du centre-bourg. La rivière Arnoult et un de ses affluents, le ruisseau Primaud, délimitent la commune, respectivement au sud-ouest et au nord ; des chemins boisés, à l'est de la commune, complètent la démarcation du territoire communal.

Un axe routier relativement important traverse le bourg : il s'agit de la route départementale 728, autrefois route nationale 728, qui relie Saintes à Bourcefranc-le-Chapus (et, par extension, à l'île d'Oléron).

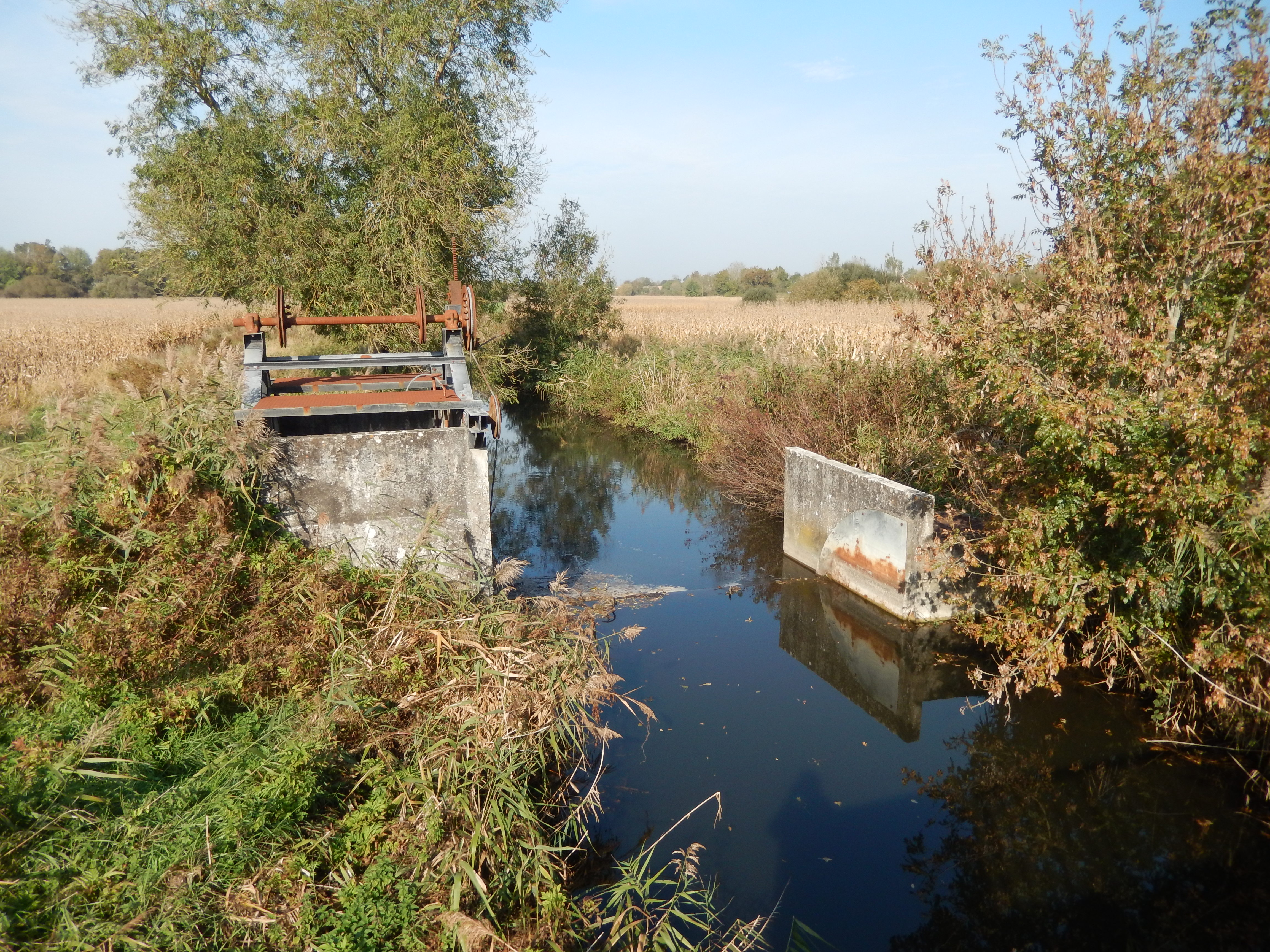
L'Arnoult marque la limite entre les communes de la Clisse (rive droite) et Luchat (rive gauche).
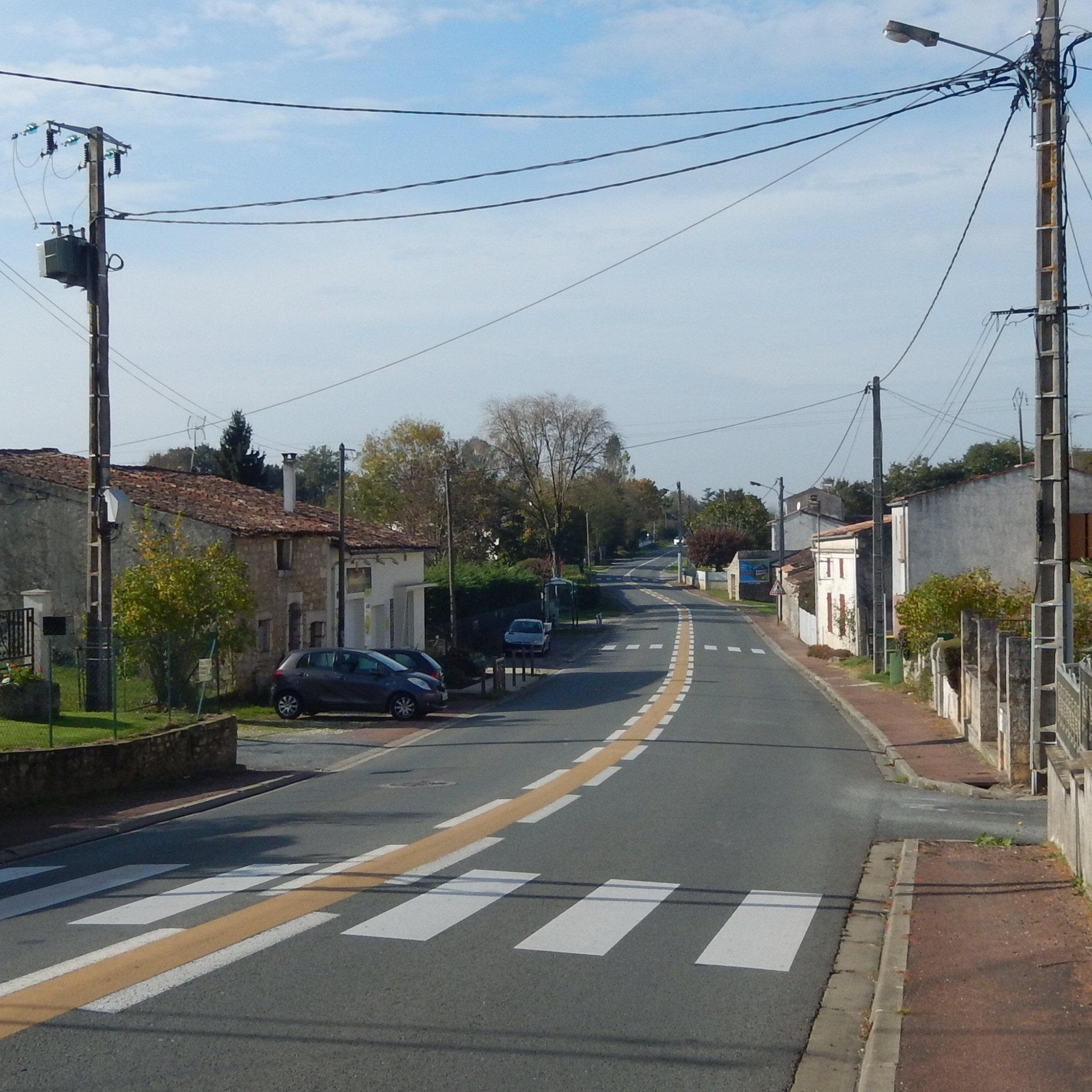
La route départementale 728 traverse le village de la Clisse d'est en ouest.

### Communes limitrophes
|             | Nieul-les-Saintes |          |
| Corme-Royal | La Clisse         | Pessines |
|             | Luchat            |          |

## Urbanisme

### Typologie
Au 1er janvier 2024, La Clisse est catégorisée commune rurale à habitat dispersé, selon la nouvelle grille communale de densité à 7 niveaux définie par l'Insee en 2022.
Elle est située hors unité urbaine. Par ailleurs la commune fait partie de l'aire d'attraction de Saintes, dont elle est une commune de la couronne,. Cette aire, qui regroupe 62 communes, est catégorisée dans les aires de 50 000 à moins de 200 000 habitants,.

### Occupation des sols
L'occupation des sols de la commune, telle qu'elle ressort de la base de données européenne d’occupation biophysique des sols Corine Land Cover (CLC), est marquée par l'importance des territoires agricoles (77,3 % en 2018), en diminution par rapport à 1990 (89,7 %). La répartition détaillée en 2018 est la suivante : 
terres arables (57,5 %), prairies (14,3 %), zones urbanisées (13,5 %), forêts (9,2 %), zones agricoles hétérogènes (5,6 %). L'évolution de l’occupation des sols de la commune et de ses infrastructures peut être observée sur les différentes représentations cartographiques du territoire : la carte de Cassini (XVIIIe siècle), la carte d'état-major (1820-1866) et les cartes ou photos aériennes de l'IGN pour la période actuelle (1950 à aujourd'hui).

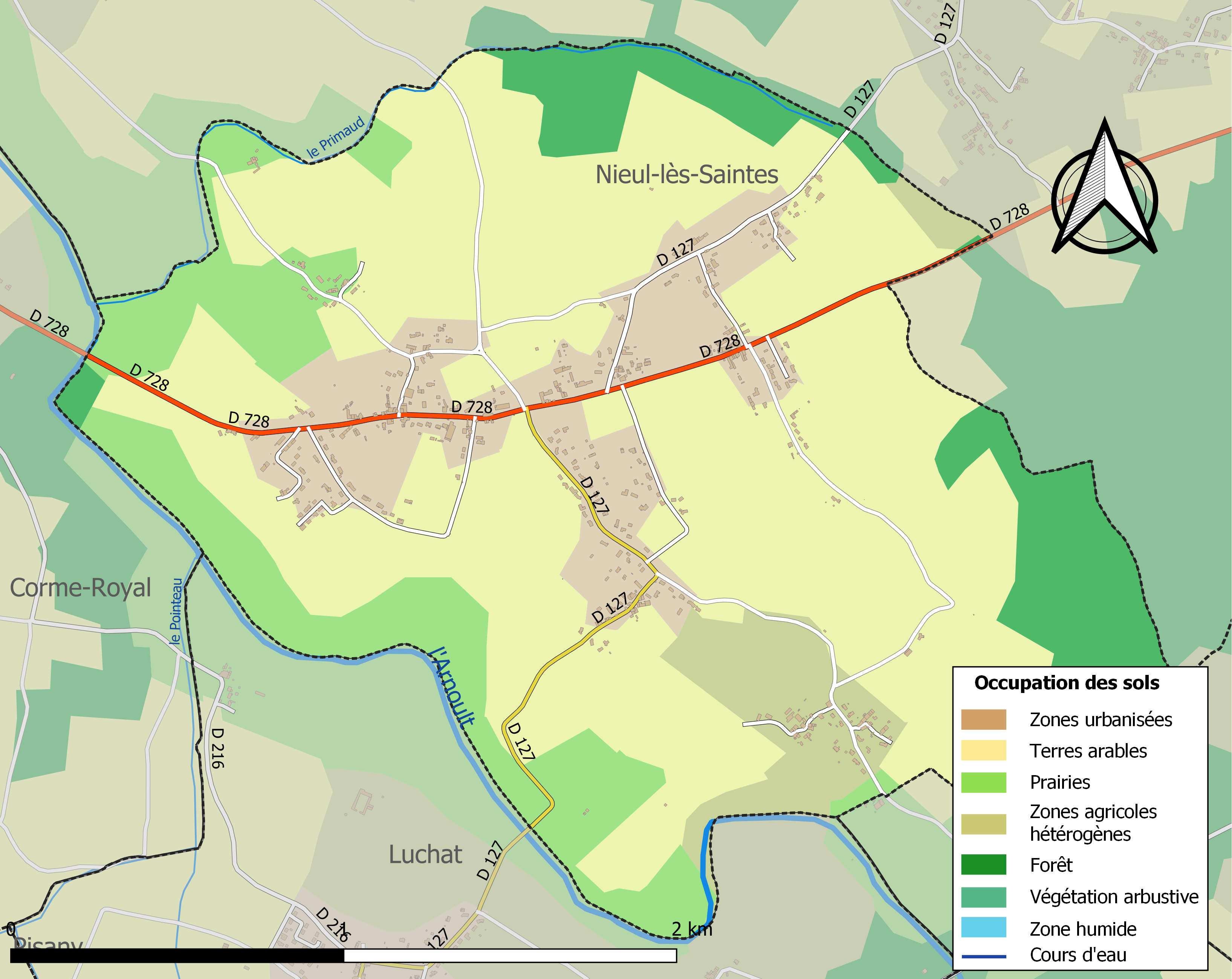
Carte des infrastructures et de l'occupation des sols de la commune en 2018 (CLC).

### Risques majeurs
Le territoire de la commune de La Clisse est vulnérable à différents aléas naturels : météorologiques (tempête, orage, neige, grand froid, canicule ou sécheresse), inondations, mouvements de terrains et séisme (sismicité faible). Il est également exposé à un risque technologique,  le transport de matières dangereuses. Un site publié par le BRGM permet d'évaluer simplement et rapidement les risques d'un bien localisé soit par son adresse soit par le numéro de sa parcelle.

#### Risques naturels
Certaines parties du territoire communal sont susceptibles d’être affectées par le risque d’inondation par débordement de cours d'eau, notamment l'Arnoult. La commune a été reconnue en état de catastrophe naturelle au titre des dommages causés par les inondations et coulées de boue survenues en 1982, 1983, 1999, 2010 et 2019,.

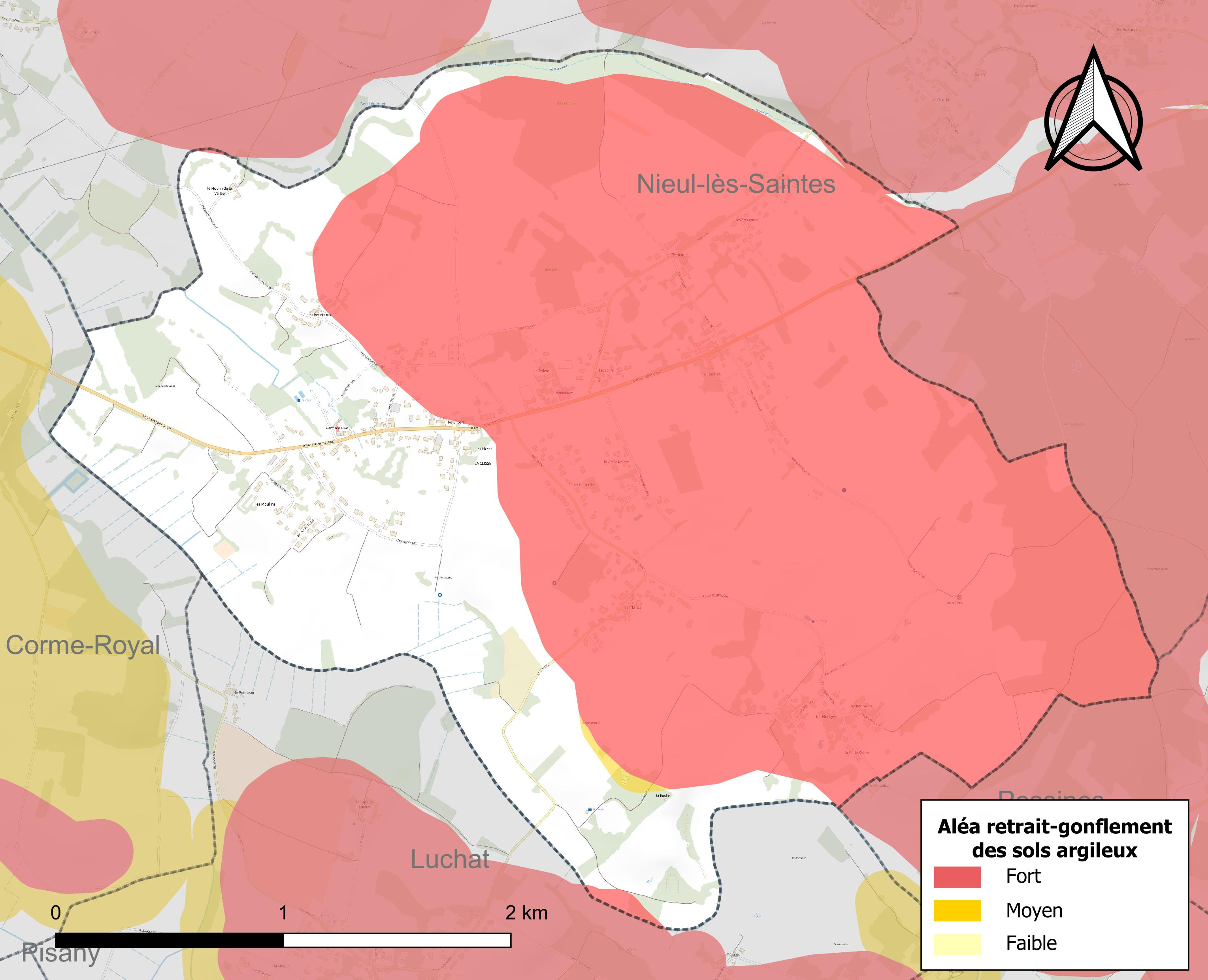
Carte des zones d'aléa retrait-gonflement des sols argileux de La Clisse.

Les mouvements de terrains susceptibles de se produire sur la commune sont des affaissements et effondrements liés aux cavités souterraines (hors mines) et des tassements différentiels. Par ailleurs, afin de mieux appréhender le risque d’affaissement de terrain, l'inventaire national des cavités souterraines permet de localiser celles situées sur la commune.
Le retrait-gonflement des sols argileux est susceptible d'engendrer des dommages importants aux bâtiments en cas d’alternance de périodes de sécheresse et de pluie. 66,3 % de la superficie communale est en aléa moyen ou fort (54,2 % au niveau départemental et 48,5 % au niveau national). Sur les 317 bâtiments dénombrés sur la commune en 2019,  213 sont en aléa moyen ou fort, soit 67 %, à comparer aux 57 % au niveau départemental et 54 % au niveau national. Une cartographie de l'exposition du territoire national au retrait gonflement des sols argileux est disponible sur le site du BRGM,.
Par ailleurs, afin de mieux appréhender le risque d’affaissement de terrain, l'inventaire national des cavités souterraines permet de localiser celles situées sur la commune.
Concernant les mouvements de terrains, la commune a été reconnue en état de catastrophe naturelle au titre des dommages causés par la sécheresse en 1989, 1992, 1996, 2003 et 2005 et par des mouvements de terrain en 1983, 1999 et 2010.

#### Risques technologiques
Le risque de transport de matières dangereuses sur la commune est lié à sa traversée par une ou des infrastructures routières ou ferroviaires importantes ou la présence d'une canalisation de transport d'hydrocarbures. Un accident se produisant sur de telles infrastructures est susceptible d’avoir des effets graves sur les biens, les personnes ou l'environnement, selon la nature du matériau transporté. Des dispositions d’urbanisme peuvent être préconisées en conséquence.

## Toponymie
Du gaulois cleta, ayant donné les termes de claie, utilisé pour désigner l'endroit protégé par une palissade tressée, ou de clisse évoquant un enclos entouré de haies entrelacées.

## Histoire

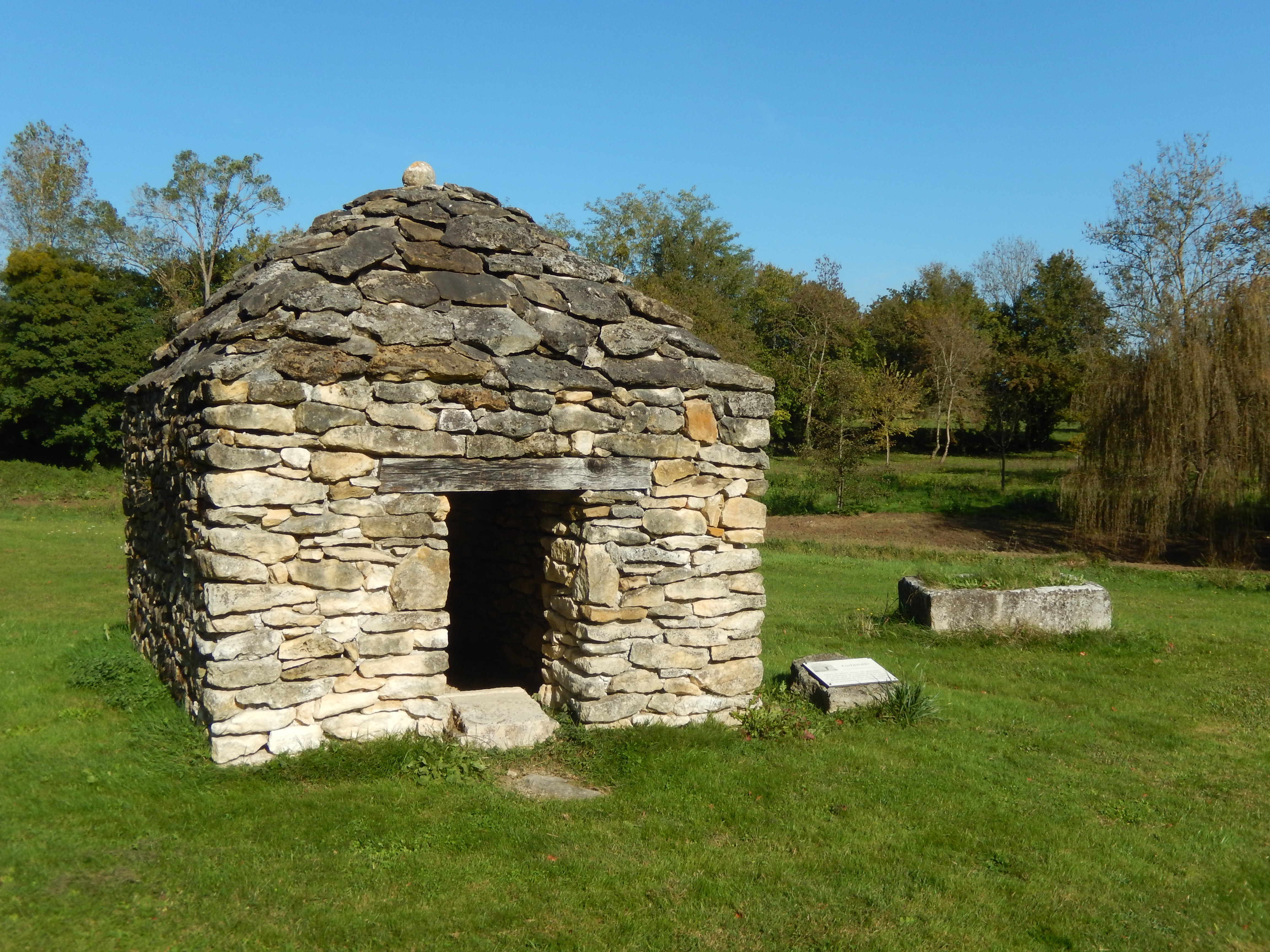
Reconstitution d'une gabirotte.

La Clisse a été (et reste) une commune rurale et agricole. Elle a gardé les traces des aménagements réalisés par les paysans maraîchers depuis le Moyen Âge ; les gabirottes ou gariottes, abris en pierres sèches datant du XVIIe siècle, qui servaient d'abri en cas d'intempéries, et qui jalonnent (dans une certaine mesure) la vallée de l'Arnoult, en sont un exemple.

## Politique et administration

### Liste des maires
| Période                                  | Période  | Identité         | Étiquette | Qualité  |
| ---------------------------------------- | -------- | ---------------- | --------- | -------- |
| 2001                                     | 2008     | Andrée Guillon   |           |          |
| 2008                                     | En cours | Daniel de Miniac | DVD       | Retraité |
| Les données manquantes sont à compléter. |          |                  |           |          |

### Région
À la suite de la réforme administrative de 2014 ramenant le nombre de régions de France métropolitaine de 22 à 13, la commune appartient depuis le 1er janvier 2016 à la région Nouvelle-Aquitaine, dont la capitale est Bordeaux. De 1972 au 31 décembre 2015, elle a appartenu à la région Poitou-Charentes, dont le chef-lieu était Poitiers.

### Intercommunalité
Jusqu'à la fin de l'année 2012, la commune de La Clisse adhérait à la Communauté de communes des bassins Seudre-et-Arnoult qui comprenait dix communes et dont le siège administratif était situé à Saint-Romain-de-Benet ; cette intercommunalité a été officiellement dissoute le 1er janvier 2013.
Depuis janvier 2013, La Clisse fait partie de la nouvelle Communauté d'agglomération de Saintes qui regroupe 35 communes et dont le siège administratif est fixé à Saintes.

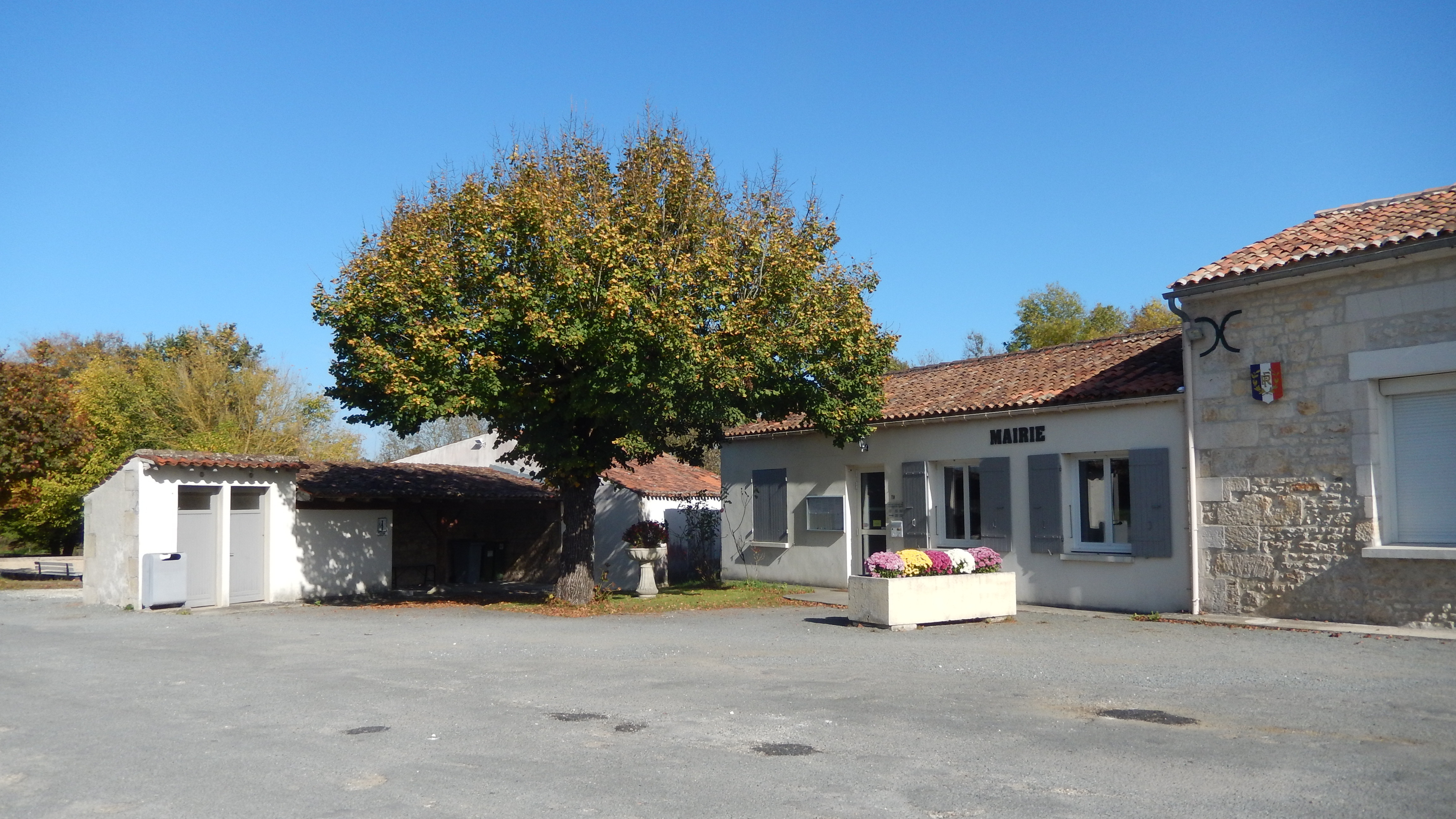
La mairie de la Clisse.

La commune fait également partie du pays de la Saintonge romane dont le siège est également fixé à Saintes.

## Population et société

### Démographie

#### Évolution démographique
L'évolution du nombre d'habitants est connue à travers les recensements de la population effectués dans la commune depuis 1793. Pour les communes de moins de 10 000 habitants, une enquête de recensement portant sur toute la population est réalisée tous les cinq ans, les populations de référence des années intermédiaires étant quant à elles estimées par interpolation ou extrapolation. Pour la commune, le premier recensement exhaustif entrant dans le cadre du nouveau dispositif a été réalisé en 2007.

En 2022, la commune comptait 744 habitants, en évolution de +10,88 % par rapport à 2016 (Charente-Maritime : +4,04 %, France hors Mayotte : +2,11 %).
| 1793 | 1800 | 1806 | 1821 | 1831 | 1836 | 1841 | 1846 | 1851 |
| ---- | ---- | ---- | ---- | ---- | ---- | ---- | ---- | ---- |
| 291  | 282  | 252  | 310  | 310  | 319  | 325  | 363  | 352  |

| 1856 | 1861 | 1866 | 1872 | 1876 | 1881 | 1886 | 1891 | 1896 |
| ---- | ---- | ---- | ---- | ---- | ---- | ---- | ---- | ---- |
| 359  | 360  | 361  | 330  | 331  | 322  | 292  | 293  | 276  |

| 1901 | 1906 | 1911 | 1921 | 1926 | 1931 | 1936 | 1946 | 1954 |
| ---- | ---- | ---- | ---- | ---- | ---- | ---- | ---- | ---- |
| 274  | 283  | 262  | 250  | 252  | 236  | 247  | 238  | 226  |

| 1962 | 1968 | 1975 | 1982 | 1990 | 1999 | 2006 | 2007 | 2012 |
| ---- | ---- | ---- | ---- | ---- | ---- | ---- | ---- | ---- |
| 268  | 261  | 263  | 323  | 368  | 391  | 518  | 536  | 588  |

| 2017 | 2022 | - | - | - | - | - | - | - |
| ---- | ---- | - | - | - | - | - | - | - |
| 691  | 744  | - | - | - | - | - | - | - |

## Culture locale et patrimoine

### Lieux et monuments

#### Église Sainte-Madeleine

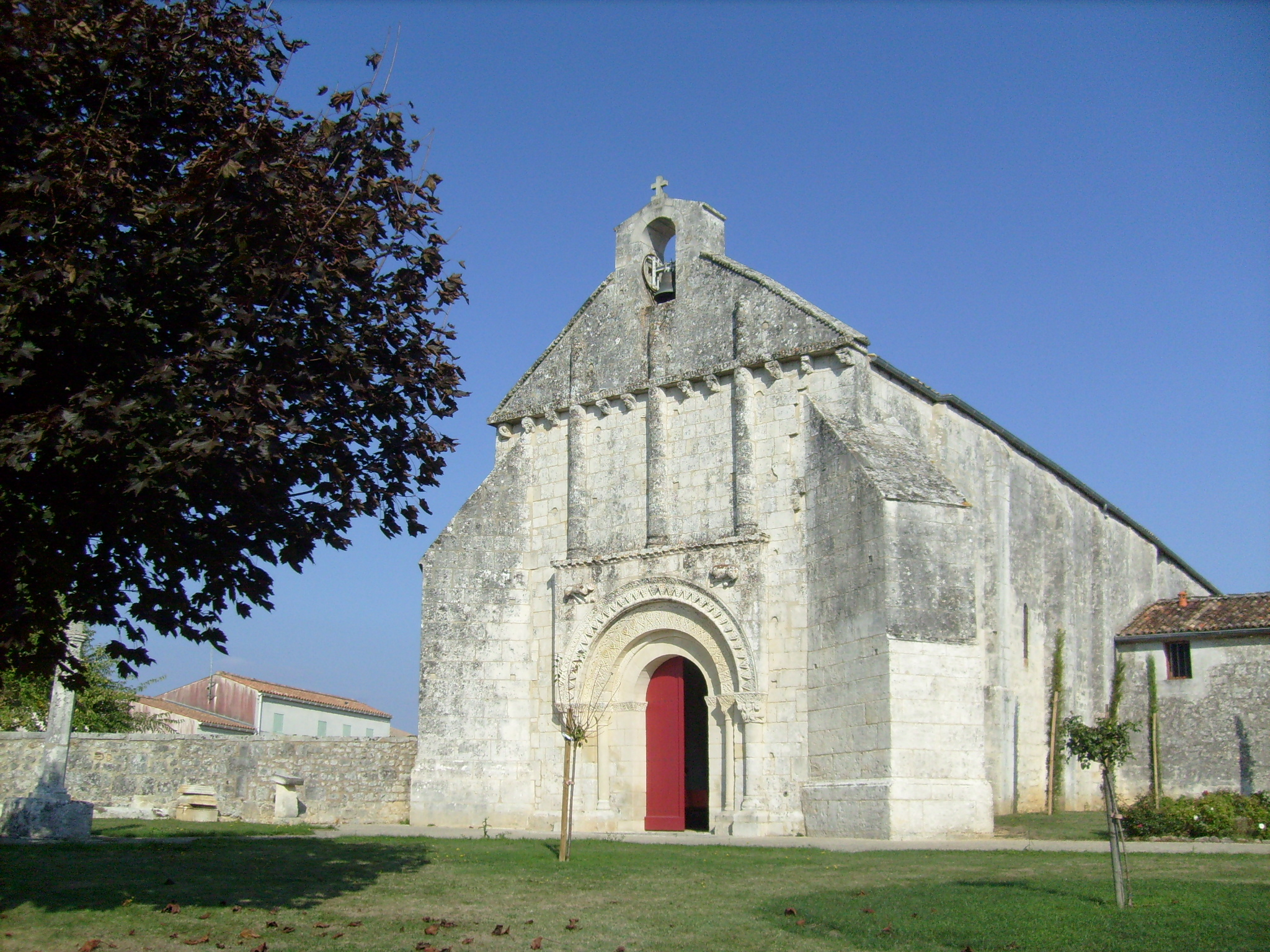
L'église Sainte-Madeleine.

La façade romane est du XIIe siècle ainsi que les trois travées à l'ouest. Le portail présente des sculptures inspirées du mythe du prophète Daniel.
L'église Sainte-Madeleine est inscrite à l'inventaire supplémentaire des monuments historiques depuis 1928.

### Héraldique
| Blason de La Clisse | Blason  | Taillé : d'azur et de gueules, au portail d'église du lieu d'argent brochant, adextré de deux épis de blé d'or passés en sautoir, senestré d'une grappe de raisin de pourpre feuillée de sinople, soutenu d'une tierce ondée alésée d'azur bordée en filet d'argent, le tout accompagné des inscriptions « La Clisse » d'argent en chef et « Saintonge Romane » du même posée en orle en pointe. |
| Blason de La Clisse | Détails | Le statut officiel du blason reste à déterminer. |